# Powiat Higashimorokata
Powiat Higashimorokata (jap. 東諸県郡 Higashimorokata-gun) – powiat w Japonii, w prefekturze Miyazaki. W 2024 roku liczył 24 470 mieszkańców.

## Miejscowości
- Aya
- Kunitomi